# Navy One

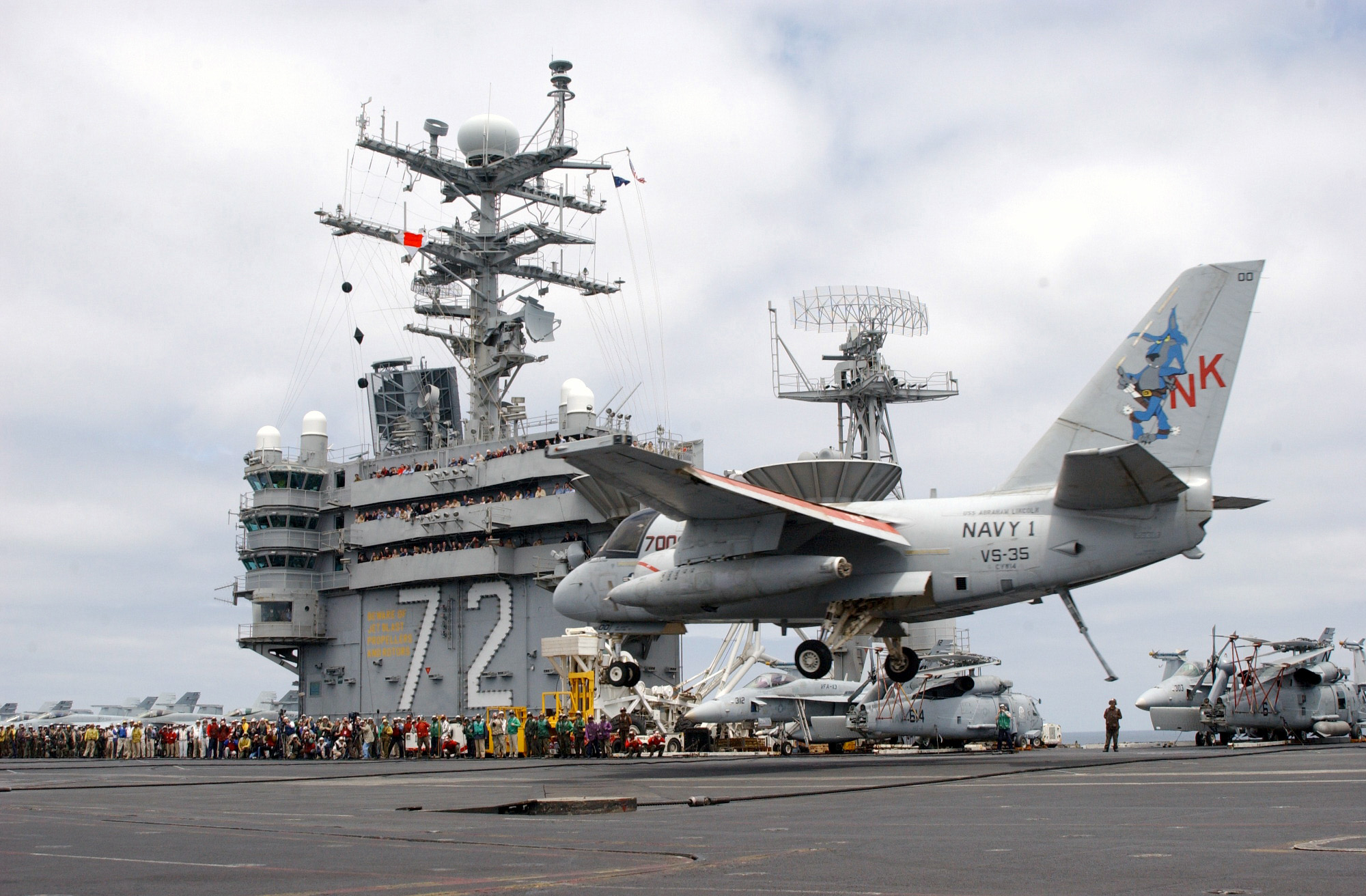
Navy one landar ombord på USS Abraham Lincoln med president George W. Bush ombord.

Navy One är den anropssignal som används för ett luftfartyg tillhörande USA:s flotta när USA:s president är ombord.
Anropssignalen har endast använts en gång, när President George W. Bush flög med ett S-3 Viking till hangarfartyget USS Abraham Lincoln utanför San Diego 1 maj 2003.
Ett luftfartyg tillhörande flottan med USA:s vicepresident ombord har anropssignalen Navy Two. Denna anropssignal har aldrig använts (2009).